# Ikuma
Genre
Ikuma est un genre d'araignées aranéomorphes de la famille des Palpimanidae.

## Distribution
Les espèces de ce genre sont endémiques de Namibie.

## Liste des espèces
Selon World Spider Catalog (version 23.5, 13/10/2022) :
- Ikuma larseni Zonstein & Marusik, 2022
- Ikuma spiculosa (Lawrence, 1927)

## Systématique et taxinomie
Ce genre a été décrit par Lawrence en 1938 dans les Palpimanidae.

## Publication originale
- Lawrence, 1938 : « Transvaal Museum Expedition to South-West Africa and Little Namaqualand, May to August 1937. Spiders. » Annals of the Transvaal Museum, vol. 19, p. 215-226 (texte intégral).